# Kabinett Rousseff I
Das Kabinett Rousseff I war die amtierende Regierung Brasiliens vom 1. Januar 2011 bis zum 1. Januar 2015. Sie wurde von Präsidentin Dilma Rousseff geführt.
Nach ihrer ersten Amtsperiode trat sie erneut zur Wahl an und wurde für eine zweite Amtsperiode gewählt. Dem Kabinett Rousseff I gehörten zu Beginn der Amtszeit sieben Minister sowie der Generalanwalt der Union und der Generalinspekteur für öffentliche Finanzen der Union an, die auch im Vorgängerkabinett saßen. Es ist das Resultat einer Koalition der schon als Wahlbündnis aufgetretenen großen Parteien Partido dos Trabalhadores (PT) unter Führung von Präsidentin Dilma Rousseff und des Partido do Movimento Democrático Brasileiro (PMDB) unter Vizepräsident Michel Temer sowie den kleinen Parteien Partido Democrático Trabalhista (PDT), Partido da República (PR), Partido Comunista do Brasil (PCdoB), Partido Socialista Brasileiro (PSB), Partido Social Cristão (PSC), Partido Republicano Brasileiro (PRB) und Partido Trabalhista Cristão (PTC). Der Partido Progressista (PP) beteiligte sich nicht an dem Wahlbündnis, sprach sich aber für eine Präsidentschaft Rouseffs aus und schloss sich später auch der Koalition an.

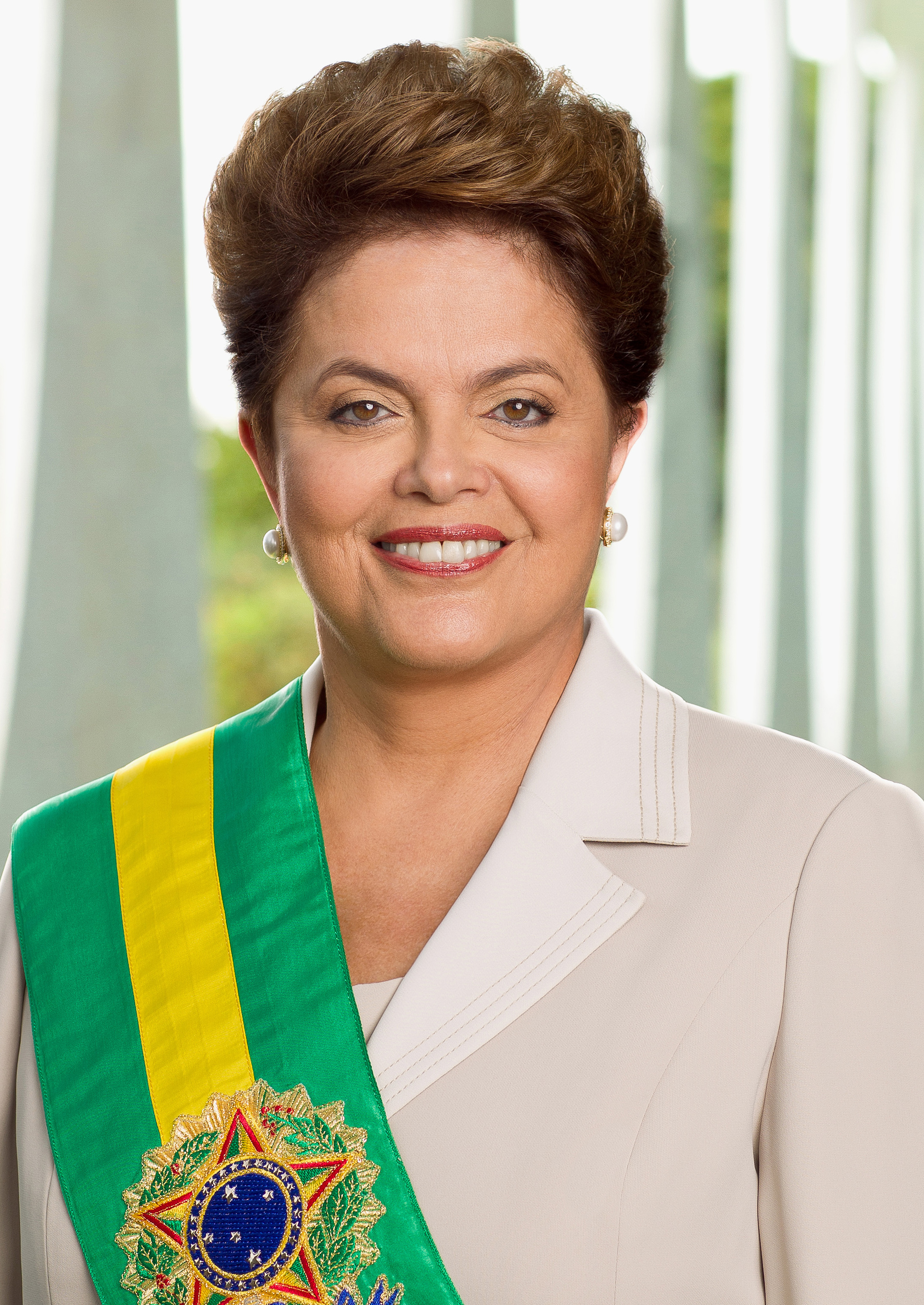
Präsidentin Dilma Rousseff, Vorsitzende des Kabinetts Rousseff I

Am 1. Januar 2015 folgte ihm das Kabinett Rousseff II.

## Kabinett
| Ministerium/Amt                                                                                 | Amtsinhaber/in | Parteizugehörigkeit              |
| ----------------------------------------------------------------------------------------------- | --- | -------------------------------- |
| Präsidentin der Föderativen Republik Brasilien                                                  | Dilma Rousseff | PT                               |
| Vizepräsident                                                                                   | Michel Temer | PMDB                             |
| Casa Civil (Organ mit Ministerstatus, der Präsidentin unterstellt)                              | Antonio Palocci (bis 7. Juni 2011) Gleisi Hoffmann (8. Juni 2011 - 3. Februar 2014) Jaques Wagner (ab 3. Februar 2014)                                                                          | PT                               |
| Ministerium der Justiz                                                                          | José Eduardo Cardozo | PT                               |
| Ministerium der Verteidigung                                                                    | Nelson Jobim (bis 4. August 2011) Celso Amorim (ab 4. August 2011) | parteilos PT                     |
| Ministerium für Auswärtiges                                                                     | Antonio Patriota (bis 26. August 2013) Eduardo dos Santos (interimistisch bis 28. August 2013) Luiz Alberto Figueiredo (ab 28. August 2013)                                                     | parteilos                        |
| Ministerium der Finanzen                                                                        | Guido Mantega | PT                               |
| Ministerium für Transport                                                                       | Alfredo Pereira do Nascimento (bis 6. Juni 2011) Paulo Sérgio Passos (7. Juni 2011 - 1. April 2013) César Borges (2. April 2013 - 26. Juni 2014) Paulo Sérgio Passos (ab 26. Juni 2014)         | PR                               |
| Ministerium für Viehzucht und Versorgung                                                        | Wagner Rossi (bis 17. August 2011) Mendes Ribeiro Filho (18. August 2011 - 16. März 2013) Antônio Andrade (16. März 2013 - 17. März 2014) Neri Geller (ab 17. März 2014)                        | PMDB                             |
| Ministerium für Bildung                                                                         | Fernando Haddad (bis 23. Januar 2012) Aloizio Mercadante (24. Januar 2012 - 2. Februar 2014) José Henrique Paim (ab 3. Februar 2014)                                                            | PT parteilos                     |
| Ministerium der Kultur                                                                          | Anna de Hollanda (bis 13. September 2012) Marta Suplicy (13. September 2012 - 11. November 2014) Ana Cristina Wanzeler (interimistisch ab 11. November 2014)                                    | parteilos PT keine Informationen |
| Ministerium für Arbeit                                                                          | Carlos Lupi (bis 4. Dezember 2011) Paulo Roberto dos Santos Pinto (interimistisch bis 30. April 2012) Brizola Neto (30. April 2012 - 15. März 2013) Manoel Dias (ab 15. März 2013)              | PDT                              |
| Ministerium für Soziale Entwicklung und Kampf gegen den Hunger                                  | Tereza Campello | PT                               |
| Ministerium für Landwirtschaftsentwicklung                                                      | Afonso Florence (bis 14. März 2012) Pepe Vargas (14. März 2012 - 17. März 2014) Miguel Rossetto (17. März 2014 - 8. September 2014) Laudemir André Müller (interimistisch ab 8. September 2014) | PT                               |
| Ministerium der Gesundheit                                                                      | Alexandre Padilha (bis 2. Februar 2014) Arthur Chioro (ab 3. Februar 2014) | PT                               |
| Ministerium für Industrie- und Handelsentwicklung                                               | Fernando Pimentel (bis 12. Februar 2014) Mauro Borges Lemos (ab 12. Februar 2014) | PT parteilos                     |
| Ministerium für Bergwerke und Energie                                                           | Edison Lobão | PMDB                             |
| Ministerium für Planung, Haushalt und Ausgaben                                                  | Miriam Belchior | parteilos                        |
| Ministerium für Wissenschaft und Technologie                                                    | Aloizio Mercadante (bis 23. Januar 2012) Marco Antonio Raupp (24. Januar 2012 - 17. März 2014) Clelio Campolina Diniz (ab 17. März 2014)                                                        | PT parteilos                     |
| Ministerium der Kommunikation                                                                   | Paulo Bernardo | PT                               |
| Umweltministerium                                                                               | Izabella Teixeira | parteilos                        |
| Ministerium für Sport                                                                           | Orlando Silva (bis 26. Oktober) Aldo Rebelo (ab 27. Oktober) | PCdoB                            |
| Ministerium für Tourismus                                                                       | Pedro Novais (bis 14. November 2011) Gastão Vieira (14. November 2011 - 17. März 2014) Vinicius Lages (ab 17. März 2014)                                                                        | PMDB parteilos                   |
| Ministerium für Nationale Integration                                                           | Fernando Bezerra Coelho (bis 1. Oktober 2013) Francisco Teixeira (ab 1. Oktober 2013) | PSB parteilos                    |
| Ministerium für Städte                                                                          | Mário Negromonte (bis 2. Februar 2012) Aguinaldo Ribeiro (7. Februar 2012 - 17. März 2014) Gilberto Occhi (ab 17. März 2014)                                                                    | PP                               |
| Ministerium für Fischerei und Fischzucht                                                        | Ideli Salvatti (bis 10. Juni 2011) Luiz Sérgio Nóbrega de Oliveira (10. Juni 2011 - 2. März 2012) Marcelo Crivella (2. März 2012 - 17. März 2014) Eduardo Lopes (ab 17. März 2014)              | PT PRB                           |
| Ministerium für Renten                                                                          | Garibaldi Alves Filho | PMDB                             |
| Kabinett für Institutionelle Sicherheit (Organ mit Ministerstatus, der Präsidentin unterstellt) | José Elito Carvalho Siqueira (General) | parteilos                        |
| Brasilianische Zentralbank (Organ mit Ministerstatus, nicht direkt der Präsidentin unterstellt) | Alexandre Tombini | parteilos                        |
| Amt für soziale Kommunikation                                                                   | Helena Chagas (bis 3. Februar 2014) Thomas Traumann (ab 3. Februar 2014) | parteilos                        |
| Präsidialamt                                                                                    | Gilberto Carvalho | PT                               |
| Amt für Menschenrechte                                                                          | Maria do Rosário (bis 1. April 2014) Ideli Salvatti (ab 1. April 2014) | PT                               |
| Amt für Frauenpolitik                                                                           | Iriny Lopes (bis 10. Februar 2012) Eleonora Menicucci (ab 10. Februar 2012) | PT                               |
| Amt für institutionelle Beziehungen                                                             | Luiz Sérgio Nóbrega de Oliveira (bis 10. Juni 2011) Ideli Salvatti (10. Juni 2011 - 1. April 2014) Ricardo Berzoini (ab 1. April 2014)                                                          | PT                               |
| Amt für Förderung der Politik für Rassengleichheit                                              | Luiza Helena de Bairros | parteilos                        |
| Amt für Häfen                                                                                   | José Leônidas Cristino (bis 3. Oktober 2013) Antonio Henrique Pinheiro Silveira (3. Oktober 2013 - 26. Juni 2014) César Borges (ab 26. Juni 2014)                                               | PSB keine Informationen PR       |
| Amt für strategische Angelegenheiten                                                            | Moreira Franco (bis 15. März 2013) Marcelo Neri (ab 22. März 2013) | PMDB keine Informationen         |
| Amt für Zivilluftfahrt (ab 18. März 2011)                                                       | Wagner Bittencourt (5. April 2011 - 15. März 2013) Moreira Franco (ab 16. März 2013) | keine Informationen PMDB         |
| Amt für Kleinst- und Kleinunternehmen (ab 1. April 2013)                                        | Guilherme Afif Domingos | keine Informationen              |
| Generalanwaltschaft der Union                                                                   | Luís Inácio Lucena Adams | parteilos                        |
| Generalinspektion der Union für öffentliche Finanzen                                            | Jorge Hage | parteilos                        |